# Айттоярви
А́йттоя́рви (Айто-ярви, Айтоярви; фин. Aittojärvi) — озеро на территории Поросозерского сельского поселения Суоярвского района Республики Карелия.

## Общие сведения
Площадь озера — 1,6 км², площадь бассейна — 92,7 км². Располагается на высоте 174,5 метров над уровнем моря.
Форма озера лопастная. Берега каменисто-песчаные, частично заболоченные.
С юго-восточной стороны в озеро втекает ручей без названия, несущий воды из озера Карсиккоярви (фин. Karsikkojärvi).
С северо-восточной стороны в озеро втекает река без названия, после чего вытекает из юго-западной оконечности озера, а затем течёт далее через озёра Сяркяярви, Котаярви и Иткаярви. Сток из озера расположен в юго-западной части, откуда вытекает та же безымянная река, которая, протекая через озеро Иткаярви, после чего втекает в Койтайоки.
В озере расположены несколько небольших островов без названия, количество которых зависит от уровня воды.
Название озера переводится с финского языка как «амбарное озеро».
Код водного объекта в государственном водном реестре — 01050000111102000011462.